# Tales from the Thousand Lakes
Tales from the Thousand Lakes es el segundo álbum de estudio de la banda finlandesa de death metal Amorphis, publicado el 12 de julio de 1994. Es un álbum conceptual basado en la Kalevala (poema épico finlandés). Musicalmente, significó un salto del sonido más agresivo de su álbum debut hacia un sonido más melódico, sentando las bases de lo que posteriormente se desarrollaría como death metal melódico. Posee una carga más fuerte de sintetizadores y voces limpias que los anteriores trabajos del quinteto finlandés, y constituye la primera participación del teclista Kasper Mårtenson.
La reedición del álbum en 2001 contiene una versión de "Light My Fire" de The Doors y todas las canciones del EP Black Winter Day.

## Lista de canciones
1. "Thousand Lakes" (Kasper Mårtenson) – 2:03
2. "Into Hiding" (Esa Holopainen y Olli-Pekka Laine) – 3:42
3. "The Castaway" (Tomi Koivusaari, Esa Holopainen, Olli-Pekka Laine y Kasper Mårtenson) – 5:30
4. "First Doom" (Esa Holopainen) – 3:49
5. "Black Winter Day" (Kasper Mårtenson) – 3:48
6. "Drowned Maid" (Tomi Koivusaari, Esa Holopainen y Olli-Pekka Laine) – 4:23
7. "In the Beginning" (Esa Holopainen y Olli-Pekka Laine) – 3:34
8. "Forgotten Sunrise" (Esa Holopainen) – 4:50
9. "To Fathers Cabin" (Esa Holopainen y Olli-Pekka Laine) – 3:47
10. "Magic and Mayhem" (Esa Holopainen) − 4:27

### Extras
1. "Folk of the North" (Tomi Koivusaari) − 1:17
2. "Moon and Sun" (Tomi Koivusaari) − 3:39
3. "Moon and Sun Part II: North's Son" (Tomi Koivusaari) − 5:12
4. "Light My Fire" (versión de The Doors) − 2:53

## Personal
- Tomi Koivusaari – voz, guitarra rítmica
- Esa Holopainen – guitarra líder
- Olli-Pekka Laine – bajo
- Jan Rechberger – batería
- Kasper Mårtenson – teclados

- Datos: Q2299890